# Moscháto (métro d'Athènes)
Moscháto (en grec moderne : Μοσχάτο) est une station de la ligne métro d'Athènes au point kilométrique 3+982 de la ligne 1. Elle est située, entre les rues Karaoli kai Dimitriou et Thessalonikis, sur le territoire de l'ancienne municipalité de Moscháto, à Moscháto-Távros, dans le district Athènes-Sud de la banlieue d'Athènes en Grèce.

## Situation sur le réseau

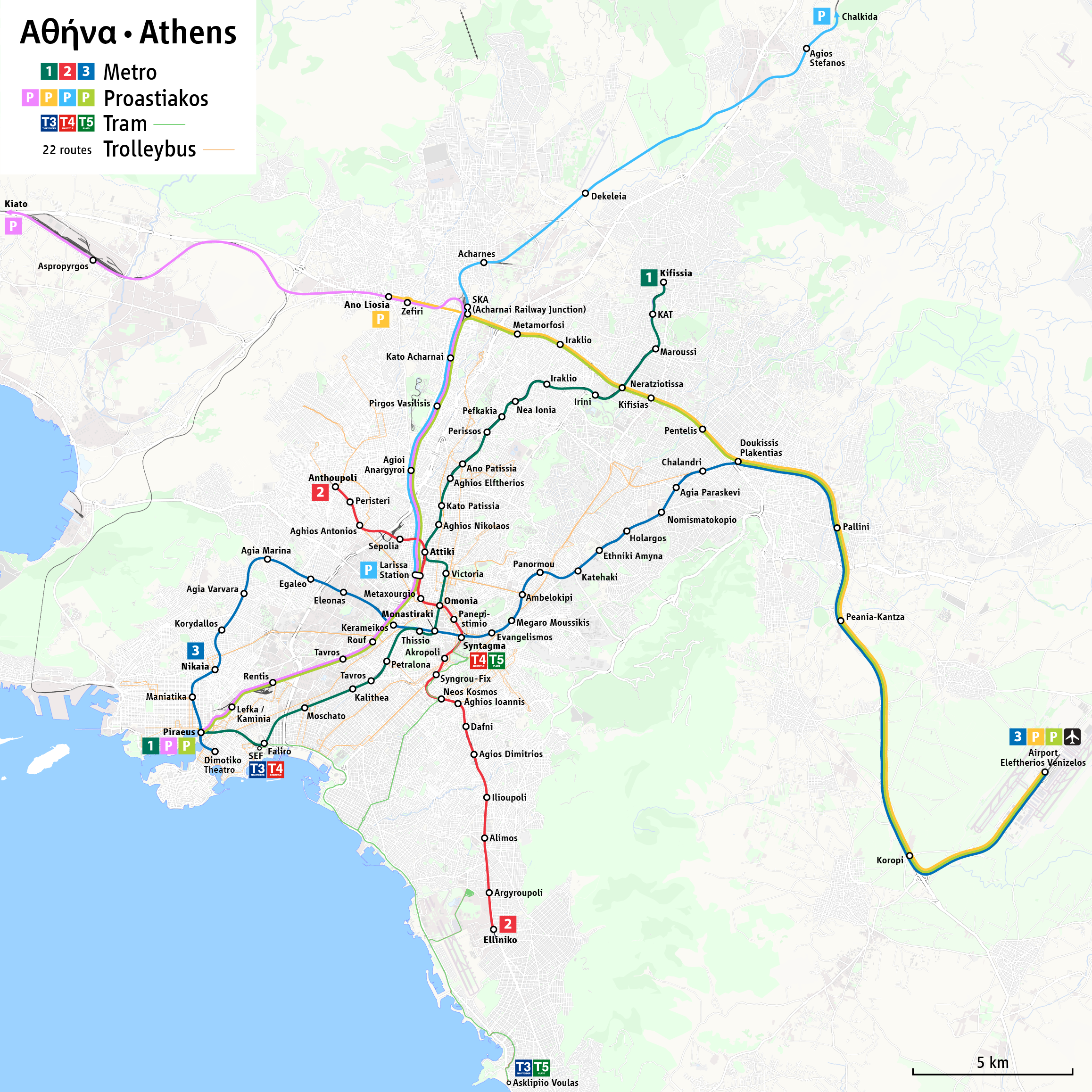
Plan des réseaux (2020)

Établie en surface, la station Moscháto est située sur la ligne 1 du métro d'Athènes, entre la station Fáliro, en direction du terminus Le Pirée, et la station Kallithéa, en direction du terminus Kifissiá.

## Histoire
Située en surface, la station de Moscháto a été inaugurée en 1882. Elle comporte 2 quais latéraux encadrant les deux voies de circulation.

## Services aux voyageurs

### Accès et accueil
La station est accessible depuis ses deux côtés. Une passerelle située au milieu des quais, équipée d'ascenseurs et d'escaliers mécaniques, permet l'interconnexion entre les deux quais.

### Desserte

Installations en 2015
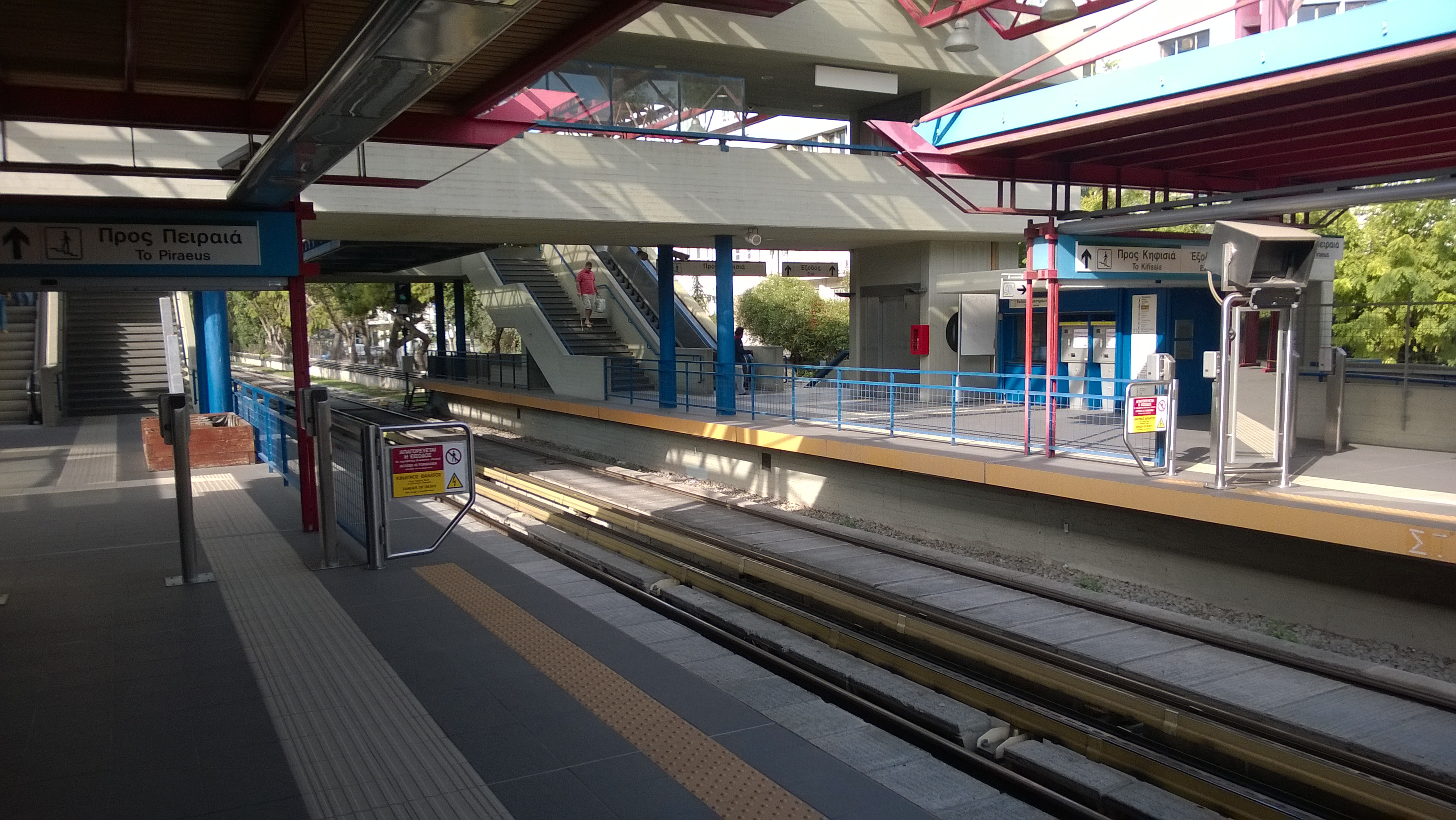
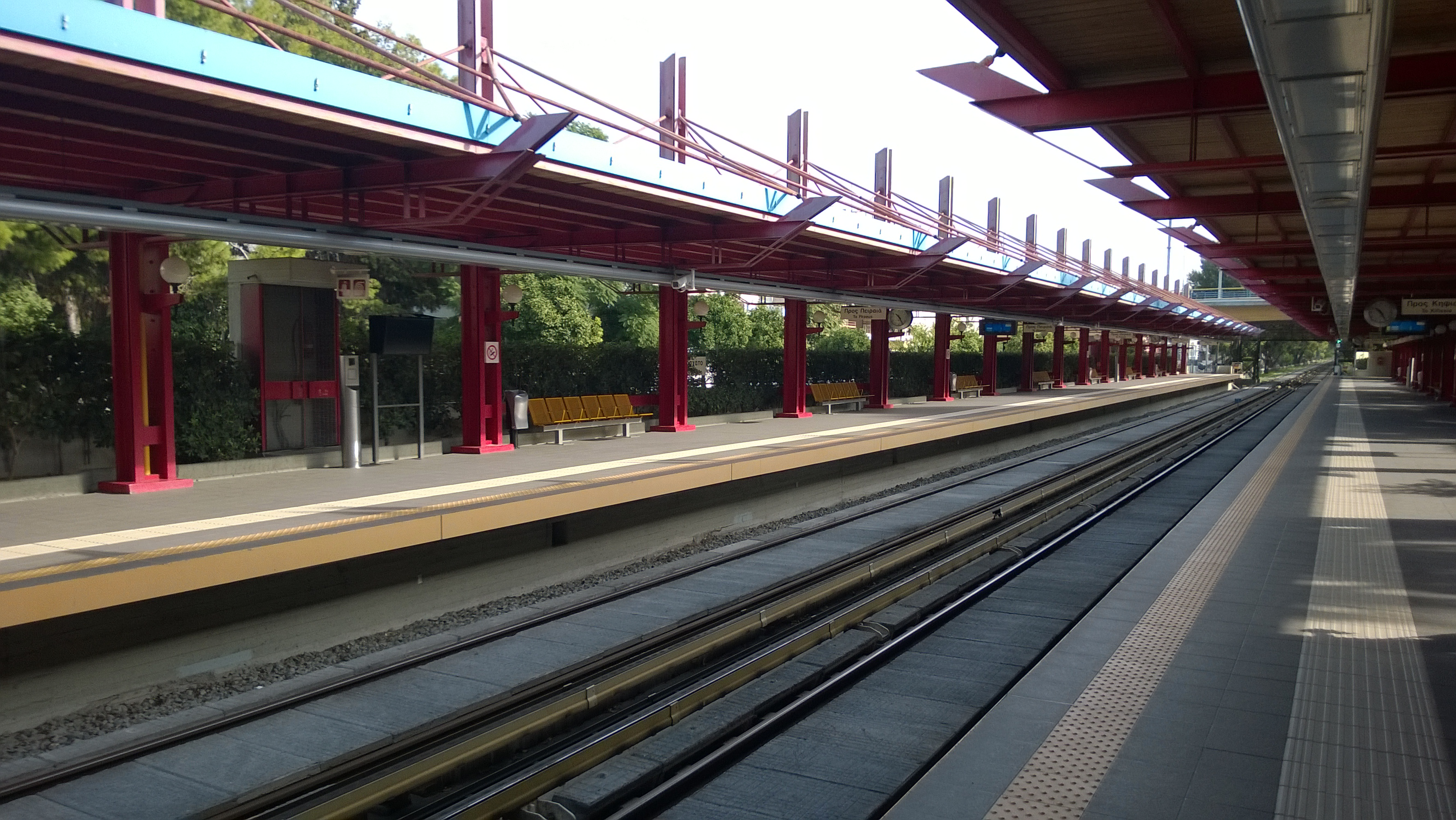

### Intermodalité
Par des arrêts situés à proximité, elle est en correspondance avec : la ligne 1 du trolleybus et les bus des lignes : 218 et 500.